# Villa di Grotta Marina
La villa di Grotta Marina è una delle ville storiche di Napoli; si erge nello storico quartiere di Posillipo.
Nell'attuale sito dove si erge la villa, nel XVII secolo, vi era il palazzo del principe di Colobrano, celebre perché ospitò Maria Anna: la sorella del re Filippo IV che fu in viaggio per incontrare il suo futuro marito, l'imperatore Ferdinando III.
In seguito, il palazzo che era stato tra i più belli di Posillipo, cadde in stato d'abbandono. Nel XIX secolo, la struttura subì vari rimeggiamenti, mentre, molte parti furono del tutto ricostruite fino a raggiungere l'aspetto odierno; in più, proprio in questo periodo assunse la funzione di villa.